# 女優開発プロジェクト ××プロ
『女優開発プロジェクト ××プロ』は、BS朝日とテレビ朝日で2005年4月10日から2006年3月12日まで放映されていた番組（BS朝日は毎週日曜原則18時から18時55分、野球中継のあるときは17時から17時55分の1時間枠。テレビ朝日では毎週月曜深夜=火曜未明に30分枠）。
当初は「スター開発プロジェクト」と銘打っていて、番組演出を『いとしの未来ちゃん』、『インストール』などの監督を務めた片岡Kが担当していたが、諸事情から僅か1クール程で途中降板している。

## 概要
番組は架空の芸能プロダクション「××プロ」（×がカタカナのメに似ている事から“メメプロ”と読む）に所属する駆け出しの女性タレント達（メメプロメンバー）が一流芸能人への道を目指して、様々なオーディションやレッスンを受ける様子を取り上げていた。載寧龍二(現・さいねい龍二)が社長役、アリtoキリギリスの石井正則と石塚義之がそれぞれ副社長役、マネージャー役として司会進行を務め、石原さとみが「××プロ」の看板女優という設定だったが、石原は多忙のためか収録には滅多に顔を出さず、近況報告か、番組内で計4本発表されたショートムービーに主演する程度の関わり方だった。ちなみにショートムービーの監督は片岡K、『偶然にも最悪な少年』、『THE焼き肉MOVIE プルコギ』のグ・スーヨン、｢呪怨｣シリーズの清水崇（監修のみ）といった顔触れが手がけていた。ホリプロスカウトキャラバングランプリとして石原の1年先輩にあたる浜口順子が、お邪魔虫的にたびたび番組に登場し、メメプロメンバーと一緒になってエチュードに挑戦することで、彼女たちにプロのバラエティタレントの心得というものを身をもって体現していた。
設定は架空のプロダクションだが、実際にはホリプロの番組であるため、メメプロメンバーの大半はホリプロスカウトキャラバン出場経験者だった。また、ホリプロがセガトイズと2002年に開発したお茶犬がさりげなくあしらわれたり、細かいところまでホリプロ系列で統一されていた。
前半期は1か月に1回「モバイバル」なる視聴者参加のメメプロメンバーモバイル人気投票が設けられ、最下位メンバーは即解雇（番組降板）、新メンバーが入れ替わり加入というシビアなシステムがあった。実際にこのシステムで、初期メンバー2人が番組降板となった。
初期は石原にやや依存した番組作りだったが、メメプロメンバーたちのキャラクターが立ってきたこともあり、彼女等のパーソナルを前面に出した理想的な構成に移行していき、2005年10月からは、番組名称を「女優開発プロジェクト」に変更し、8名のメンバー（江澤璃菜・倉地恵利・小林直美・山岸愛梨・小田島渚・源崎知枝・瀧内公実子・小笠原千尋）で進めている。2006年2月にはそのメンバー達がナビをつとめた「××プロpresentsアキバガイドブック」が太田出版から出版された。

## 石原さとみ主演ショートムービー全作品
- Weather Report - 監督：片岡K ※一場面がメメプロメンバーのエチュードに。
- Endless Love - 監督：片岡K ※石原さとみがサイコチックな役柄に挑戦した異色作。
- 不条理の法則 - 監督：グ スーヨン ※共演者オーディションで江澤が勝ち取る。
- ピアノ家族 - 監修：清水崇、監督：吉田浩太 ※共演者オーディションで倉地が勝ち取る。

## メメプロ歴代メンバー
第1期
- 江澤璃菜（2005年4月10日から2006年3月12日まで）- 「悪女の一生〜芝居と結婚した女優 杉村春子の生涯〜」で杉村春子の少女時代を演じる等、メメプロ在籍時から既にドラマ、映画で活躍していた。ホリ・エージェンシーに所属していたが、現在は除籍。
- 倉地恵利（2005年4月10日から2006年3月12日まで）- ロリータコスプレすることが多かった。しばらくタレント活動していたが、学業を理由に引退。2014年4月から福井テレビに入社し、アナウンサーとなっている。
- 甲斐美花（2005年4月10日から9月25日まで）- メメプロメンバー唯一の20代だった。妙にお水感を漂わせていた。BS朝日毎週土曜日午後9時に放送されていた双方向クイズ番組『クイズ!人生ゲーム』に山岸愛梨と共に番組アシスタント“UNガールズ”としてレギュラー出演した。現在不明。
- 梶浦愛子（2005年4月10日から6月12日まで）- 当時14歳にして、メメプロメンバー一のグラマーだった。モバイバル最初の脱落者。その後は映画出演、イメージDVD6枚リリースする等グラビアアイドルとして活動していたが、現在は引退状態。
- 小林直美（2005年4月10日から2006年3月12日まで）- 番組企画で ホリプロのフットサルチーム「XANADU loves NHC」に限定加入し、フットサル大会に参加したこともあった。番組終了と共にフェイドアウトしたが、2010年5月13日付の山岸愛梨のブログで久々に元気な姿を見せた。翌2011年8月30日にも西恵利香、山岸双方のブログに再び姿を見せた[1]。
- 西恵利香（2005年4月10日から8月14日まで）- 番組内で歌手デビューをしていたが、モバイバルでの2人目の脱落者となった。ムーン・ザ・チャイルドに所属していたが、2010年からシャイニングウィルに所属。2011年1月に篠崎愛等と共に4人組アイドルグループ「AeLL.(エール)」として活動するが、2014年9月にグループが無期限活動休止。現在はソロ活動中。
- 山岸愛梨（2005年4月10日から2006年3月12日まで）- 可愛い顔してフェチに近いメロンパンLOVEぶりと予測不可能な言動で周囲をズッコケさせてきた不思議ちゃん。番組後半には彼女の運動神経と天然キャラを活かした｢全力バカ｣なるコーナーがあった。甲斐美花と共に「クイズ!人生ゲーム」の“UNガールズ”としてレギュラー出演したことも。2007年10月から翌2008年4月まで半年間放送された地上デジタルラジオ番組「山岸愛梨の超ラジ!Rookie」でDJに初挑戦し、2008年春にはサプリメントのCMや自主制作映画出演、2009年4月27日からスタートしたウェザーニューズとフジテレビ共同企画による24時間気象情報番組「SOLiVE Morning」にお天気キャスターとして活動。同年7月には「全力バカ」の元ネタであり、念願だった「全力坂」に出演。2010年にリベルタ除籍となり、お天気キャスターに専念。

第2期
- 横井詩織（2005年6月19日から9月25日まで）- 現在エクセルヒューマンエージェンシーに所属。グラビアアイドルとしてバラエティ、イメージDVDリリース等で活動の傍ら、ホットヨガのインストラクターにもなっている。

第3期
- 矢萩真央（2005年8月14日から9月25日まで）- 子役経験者だった。読者モデルとして「mina」、「SEDA」等といった複数のガールズファッション雑誌で活動。

第4期
- 小田島渚（2005年10月2日から2006年3月12日まで）- ジュニア雑誌モデル経験あり。乳歯が抜けて歯欠け状態になったことも。フラダンスが得意で、彼女が番組スタッフやキャストの悩み相談を聞いて、フラダンスを踊りながら悩みを解決しようとする「フラ島様」なるシュールなコーナーがあった。現在はフェザーインターナショナルに所属。2009年に「横浜美少女図鑑第2号」[2]に出演する等モデル、女優として活動。
- 源崎知枝（2005年10月2日から2006年3月12日まで）- メメプロメンバー一の長身。その後「源崎トモエ」に改名、ホリプロ系列のモデル事務所Boozeに所属し、女優、声優、モデルとして活動。2006年公開の映画『銀河鉄道の夜 I carry a ticket of eternity』では谷村美月と共演。2008年に入ってからはJJモデルデビューへの切符となる神コレモデルオーディション2008のグランプリに輝き、更に山口智子や藤原紀香を輩出した2009年度東レ水着キャンペーンガールに選ばれた。2009年4月から2011年3月まで「めざましテレビ」の「MOTTOいまドキ!」コーナーの“いまドキ娘”として出演。2011年11月から「2012年サッポロビールイメージガール」に。

第5期
- 小笠原千尋（2005年10月30日から2006年3月12日まで）- 番組終了後フェイドアウト。こちらも2010年6月30日付の山岸のブログにて久々に姿を見せた。2011年11月から赤羽アピレのイメージモデル「アピレガールズ ちぃ」として活動中。現在、サンリオピューロランドライブエンターテイナー所属。
- 瀧内公実子（2005年10月30日から2006年3月12日まで）- 後にAKB48の総監督兼チームAメンバーとして活躍した高橋みなみも出場していた「ホリプロタレントスカウトキャラバンメモリアルオーディション2005決選大会」のファイナリスト。2007年にミスマガジン[3]コンテスト出場。グランプリには届かなかったが、健闘。2011年にスターダストプロモーション正式所属し、「瀧内公美」に改名。翌2012年4月から女優活動開始。映画、舞台、CM等に出演し、2014年公開の『グレイトフルデッド』で映画初主演。

## 書籍
- ××プロpresentsアキバガイドブック（2006年2月 太田出版）※唯一の番組公式本。観光ガイドの体裁を取っているが、実質的にはメメプロメンバーのパーソナルブック。